# La Obscurana
La Obscurana är en ort i Mexiko.   Den ligger i kommunen Santa María Colotepec och delstaten Oaxaca, i den sydöstra delen av landet, 500 km sydost om huvudstaden Mexico City. La Obscurana ligger 54 meter över havet och antalet invånare är 131.
Terrängen runt La Obscurana är huvudsakligen kuperad. La Obscurana ligger nere i en dal. Runt La Obscurana är det ganska glesbefolkat, med 42 invånare per kvadratkilometer. Närmaste större samhälle är Puerto Escondido, 17,3 km väster om La Obscurana. I omgivningarna runt La Obscurana växer i huvudsak lövfällande lövskog.